# Stazione di Palermo (1863)
La stazione di Palermo, anche nota come stazione di via del Secco, è stata una stazione ferroviaria posta a servizio della città di Palermo, situata poco fuori dalle antiche mura cittadine, nei pressi della Porta di Sant'Antonino, proprio in via del Secco.
Costruita tra il 1861 e il 1863 per rispondere in maniera provvisoria a specifiche esigenze urbanistiche e logistiche, la stazione costituì uno dei primi scali ferroviari del capoluogo siciliano e della Sicilia stessa, servendo la linea Palermo-Bagheria. 
Seppur considerata una stazione temporanea da utilizzare in attesa della costruzione della più grande stazione Centrale, a causa dei ritardi dei progetti di costruzione della stazione centrale succitata, servì la città per ventitré anni, cadendo in disuso nel 1886.

## Storia

### Antefatti
La costruzione della stazione di via del Secco a Palermo segnò una tappa significativa nella storia ferroviaria della Sicilia, che iniziò il suo percorso in ritardo rispetto alla penisola italiana, dove nel 1839 si inaugurò la prima linea ferroviaria. A differenza delle città principali come Torino, Milano, Venezia, Firenze, Roma e Napoli, che edificarono "stazioni di testa" ai margini delle mura cittadine, la posizione della stazione di Palermo rispose a particolari esigenze urbanistiche e logistiche.
Già negli anni cinquanta dell'Ottocento a Palermo si avviarono le prime iniziative per sviluppare una rete ferroviaria siciliana. Nel 1859, il giornalista palermitano Gaspare Ciprì fondò il giornale Le ferrovie sicule e intraprese trattative con la Casa Rothschild di Parigi con l'obiettivo di facilitare il commercio dello zolfo e creare collegamenti con i porti più strategici dell’isola. In parallelo, l'Istituto per la promozione dell'agricoltura, delle arti e dei mestieri di Palermo bandì un concorso per progettare una rete ferroviaria nell'isola, dando priorità alla linea Palermo-Girgenti con diramazioni verso Caltanissetta e Licata.
Nel 1860, durante il Governo Provvisorio Dittatoriale di Giuseppe Garibaldi, si firmò una convenzione con la società Adami e Lemmi di Livorno per lo sviluppo della rete ferroviaria siciliana. Tuttavia, il governo sabaudo, subentrato dopo la proclamazione del Regno d'Italia, revocò la convenzione e affidò il progetto alla Società Vittorio Emanuele, che presto incontrò difficoltà economiche, ritardando la costruzione.
Nel frattempo, a Palermo, un gruppo di notabili locali – tra cui Romualdo Trigona di Sant'Elia, Nicolò Turrisi Colonna, Ercole Lanza di Trabia, Lucio Tasca d'Almerita, Vincenzo Florio e il figlio Ignazio – fondò la "Compagnia generale delle ferrovie sicule".
La società in questione avviò i rilievi per lo studio del tracciato di quella che sarebbe dovuta essere la prima linea ferroviaria a servizio dell'isola siciliana, la ferrovia Palermo-Bagheria.
Nonostante un primo passo indietro causato dalla vicenda della Società Vittorio Emanuele, già nei mesi successivi alla spedizione il principe Romualdo Trigona riprese le iniziative e a partire dal 23 febbraio 1861 iniziò lo studio di un progetto per le ferrovie sull'isola, che il Governo del neonato Regno d'Italia affidò ai concessionari Waring Bottlers e Carlo de Boigne.
Il 14 luglio 1861, tramite un articolo del neonato Giornale di Sicilia venne data la notizia dell'approvazione da parte del Ministero dei lavori pubblici dei progetti relativi alla ferrovia di 12711 m che avrebbe collegato Palermo e Bagheria, con la fermata intermedia di Villabate.
La società livornese Adami e Lemmi fu la concessionaria dei lavori. Essa venne costituita proprio per la realizzazione delle reti ferroviarie del Sud Italia e il 28 luglio dello stesso anno ottenne, tramite il decreto n.155, anche le concessioni per la costruzione della linea Catania-Palermo (attraverso Castrogiovanni con diramazione per Girgenti) e della linea Messina-Catania-Siracusa.
Il progetto della nuova stazione di Palermo fu commissionato all’ingegnere Stefano Breda.

### I lavori di costruzione

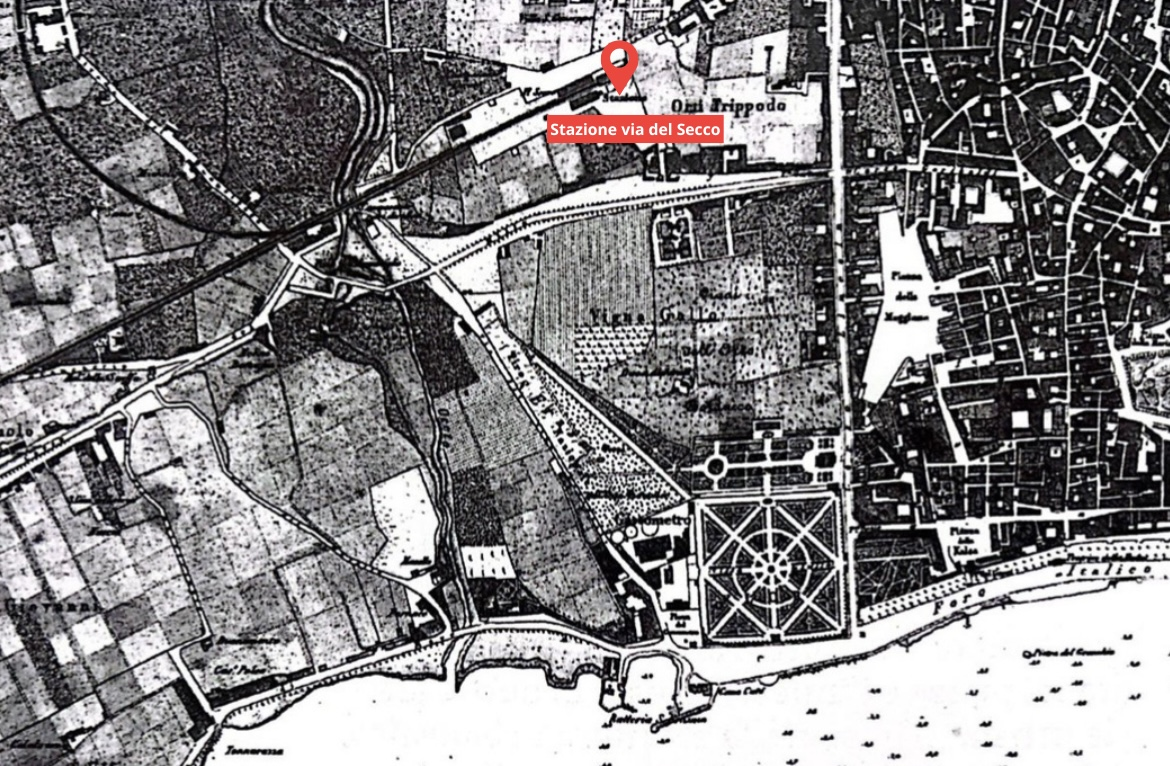
Una pianta topografica della città di Palermo dei primi anni 1860; in rosso la posizione del fabbricato viaggiatori della stazione di via del Secco, con accanto il tracciato rettilineo proveniente da Bagheria.

Nel pomeriggio del 2 giugno 1861, poco al di fuori di una delle più antiche porte di Palermo, la Porta di Sant'Antonino, all'altezza dell'area di via del Secco, si tenne la cerimonia della posa della prima pietra dello scalo ferroviario di Palermo e, di conseguenza, delle ferrovie siciliane.
Ad essa presiedettero il generale Della Rovere, luogotenente del re, l'arcivescovo metropolìta Giovanni Battista Naselli e il segretario generale dei Lavori Pubblici, Federico Napoli, che tenne il discorso di rito.
Già nei primi mesi del 1862 iniziarono le operazioni di esproprio dei terreni da riutilizzare; nella zona più prossima alla stazione, in particolare, furono interessate la contrada Serraglio Vecchio e alcune proprietà in via del Secco. Tuttavia, nonostante l'invito del governatore della provincia di Palermo, rivolto ai proprietari già dal 10 settembre 1861, affinché agevolassero il lavoro dei tecnici nelle loro proprietà, si registrarono numerose resistenze e rallentamenti. I lavori di esproprio e preparazione del terreno procedettero quindi con lentezza, complicati sia dalle difficoltà burocratiche che dall'opposizione di alcuni proprietari, preoccupati per la perdita del proprio patrimonio.
Il 25 febbraio 1862, il ministro dei lavori pubblici Ubaldino Peruzzi, che già il 14 settembre 1861 era giunto a Palermo per visitare il tracciato dei lavori, non soddisfatto dall'iter delle espropriazioni, dichiarò urgente la realizzazione della ferrovia tra Palermo e Bagheria, rendendo così più agevole l'espropriazione.
In tal senso i tempi di costruzione della linea, che inizialmente erano di sei mesi per l’entrata in servizio della linea da Palermo al torrente Ficarazzi e dieci mesi per il completamento fino a Bagheria, subirono un'accelerata.
Nel bel mezzo dei lavori, nel 1862, la società concessionaria Adami e Lemmi si sciolse, confluendo nella Società Vittorio Emanuele, che ne prese il posto.
La nuova società offri un servizio diligente e il 7 dicembre 1862, a ferrovia non ancora completa, organizzò una corsa di prova da Palermo a Bagheria, invitando circa quattro decine di notabili.
A causa della precarietà in cui ancora si trovavano alcune zone della tratta, arrivati al viadotto Ficarazzi il convoglio dovette far scendere i propri passeggeri.
Intanto, da Genova arrivarono due navi cariche di materiale rotabile per completare la tratta.
Sempre nel dicembre dello stesso anno, in previsione della successiva e imminente apertura, il Re Vittorio Emanuele II di Savoia, su proposta del neo ministro dei Lavori pubblici Luigi Federico Menabrea, autorizzò l'esercizio della linea e fissò la data di apertura della stessa al 28 aprile 1863.
Il tutto andò secondo i piani, fino a quando nell'aprile del 1863, proprio qualche settimana prima dell'apertura al pubblico, si sparse la voce della instabilità del ponte di Ficarazzi.
Grazie anche all'intervento del sindaco di Palermo Mariano Stabile, il quale richiede di fare luce sulla situazione, si scoprirono i problemi del ponte che furono sistemate con delle fasciature di ferro.

### L'inaugurazione e la messa in servizio
| Head station |

| Unknown route-map component "hbKRZWae" |

| Unknown route-map component "tHST" |

| Unknown route-map component "hbKRZWae" |

| End station |

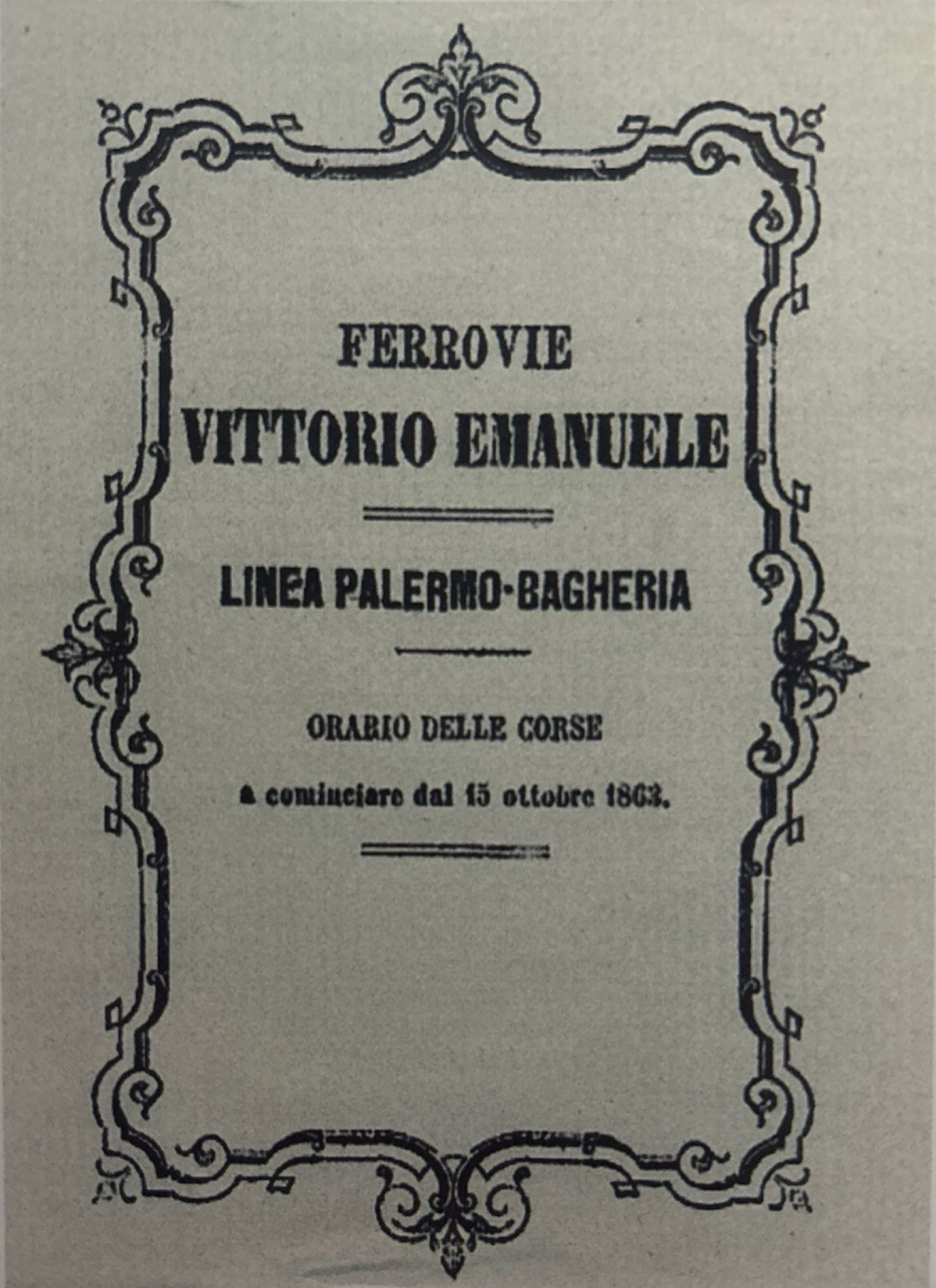
Opuscolo curato dalla Società Vittorio Emanuele riguardante gli orari delle corse della linea Palermo-Bagheria a partire dal 15 ottobre 1863.

Il 27 aprile 1863 il Giornale Officiale di Sicilia diede la notizia dell'imminente apertura al servizio pubblico della nuova linea e le informazioni sul tragitto che sarebbe stato effettuato, le tempistiche e le modalità di acquisto dei biglietti.
Il 28 aprile, tutto fu pronto. Alle ore 16, la locomotiva partì accompagnata dagli spari di mortaretto e dalla musica di una banda; inoltre il tutto avvenne alla presenza del sindaco Mariano Stabile, del monsignor Cervello e del Cavaliere Martinengo, direttore generale dei Lavori Pubblici. La motrice che partì da Palermo fu composta da soli tre vagoni, che vennero intitolate a personaggi di spicco nei campi della scienza e dell'arte siciliana: Archimede, Diodoro Siculo e Pietro Novelli.
Il viaggio, come previsto, ebbe la durata 28 minuti e alle 16:28 raggiunse la stazione di Bagheria, dopo aver fatto anche una sosta di tre minuti a Villabate nella stazione di Ficarazzelli.
Già la mattina del giorno dopo vi furono lamentele dal pubblico e il giornale Arlecchino Oppositore, che si rese interprete di esse, nell'edizione di quel giorno sottolineò il caro dei prezzi e il poco tempo previsto per l’acquisto dei biglietti.
Infatti, ogni viaggio di andata e ritorno effettuato con la tratta aveva un costo di circa 14,90 L (circa 0,40 euro), che in confronto ai trasporti con carrozza a due cavalli rappresentava un incremento pecuniario di 2,90 lire; inoltre la finestra di acquisto dei biglietti aveva una durata che andava da mezz'ora a cinque minuti prima della partenza del tempo con l’impossibilità di dotarsi di un biglietto di ritorno.
Più tardi nella stessa giornata, il sindaco Stabile organizzò un'altra corsa speciale in onore degli operai iscritti alle scuole serali e dei commercianti distintisi nelle operazioni di abbellimento dei propri negozi.
Il 30 aprile iniziarono le corse destinate al pubblico servizio e con esse gli evidenti problemi legati all'intera tratta. Questi portarono cotante lamentele che indussero il sindaco Stabile a dover sottolineare il carattere provvisorio della stazione, come fece nella seduta del 4 maggio 1863, annunciando che erano in corso i lavori di progettazione della nuova, e più grande, stazione "Centrale".
Tuttavia, negli anni successivi la stazione di via del Secco divenne a suo malgrado un punto sempre più rilevante per la crescita urbana di Palermo, specialmente nell'area al di fuori di Porta Sant’Antonio.
A favorire questa crescita vi furono diversi fattori. Innanzitutto, vi fu l'incapacità del comune di Palermo di porre fine alla vicenda sulla costruzione di una nuova stazione, i cui progetti si trovavano ad un punto morto; si aggiunse poi la curiosità della popolazione, che per provare il nuovo mezzo di trasporto trasformò via del Secco in un importante metà, rendendola a poco poco inadatta al flusso di folla che doveva affrontare.
Ciò fu favorito anche dall'uso degli omnibus a cavalli che raccoglievano per la città quante più persone che fossero interessate a dirigersi verso via del Secco e dal fatto che, già a partire del 1864, il tratto originario della linea Palermo-Bagheria venne ampliato fino a Trabia, raggiungendo Cerda entro il 1869 e collegando infine Palermo al resto della Sicilia, con il prolungamento della tratta tramite diramazioni a Catania e Girgenti.
L'afflusso di persone e il conseguente incremento di attività nelle aree adiacenti alla stazione portarono i proprietari dei terreni a sollecitare il Comune affinché predisponesse un "Piano di scompartimento" che regolasse l’espansione della città lungo quel versante.
Tuttavia, tale piano richiedeva compatibilità con le previsioni di un futuro spostamento della Stazione Centrale da via del Secco a una sede definitiva. A tal fine, il Comune contattò l’ingegnere Pasquale Valsecchi, direttore governativo delle ferrovie Siciliane, il quale, su iniziativa personale, elaborò un progetto definitivo per la nuova Stazione Centrale, in conformità con il piano regolatore. A causa degli elevati costi, la proposta di Valsecchi non fu però presa in considerazione.
Nel frattempo, l'esigenza di facilitare il trasporto dello zolfo dalle zone interne della Sicilia verso il porto di Palermo per l'esportazione, sia a livello nazionale che internazionale, portò all'ideazione di un tronco ferroviario che collegasse la nuova stazione Centrale al molo del porto di Palermo. Il 28 marzo 1871, la Società per le Strade Ferrate Calabro-Sicule affidò all'Impresa Carosio il compito di costruire tale raccordo, che doveva essere realizzato in nome dello Stato, ma a spese dell'impresa stessa.
Inizialmente, il progetto del raccordo fu affidato a Valsecchi, che successivamente cedette l'incarico a Dionisio Passerini, il quale, a sua volta, lo delegò a Carlo Andriano.
Dopo tre anni di lavori, il 15 settembre 1874, venne ufficialmente inaugurata la nuova ferrovia di circonvallazione. Tuttavia, poiché non era ancora chiaro se e quando sarebbe stata completata la nuova Stazione Centrale, la stazione di via del Secco assunse il ruolo di stazione di testa della linea appena inaugurata, consolidando così la propria importanza nel sistema ferroviario di Palermo.

### Gli ultimi anni
L'accrescere dell'importanza delle stazione non interruppe il lungo iter di progettazione di una nuova stazione Centrale.
Nel 1874 il regio sotto-commissario governativo, Bonetti, giunse in Sicilia, a Palermo, per fornire una relazione sulla situazione ferroviaria in cui in seguito constatò l'urgente necessità di velocizzare la scelta di un sito su cui far sorgere la nuova stazione per poter così mettere in disuso il precario fabbricato viaggiatori di via del Secco (nel mentre ridenominata via della Ferrovia) e l'annessa officina, indicando anche il pericolo causato dallo stato delle rotaie. 
In tal modo, alla fine degli anni 1870 venne deciso di porre il sito di costruzione nel territorio degli Orti Trippodo, a fianco alla stazione preesistente, e il 9 aprile 1880 venne aggiudicato all'ingegnere Achille Albanese l'appalto per la costruzione della stazione.

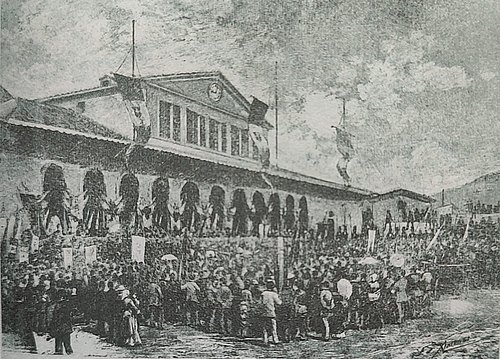
Un'incisione di Eduardo Ximenes che raffigura la stazione di via del Secco nel 1882, adornata per accogliere Giuseppe Garibaldi in occasione delle celebrazioni del sesto centenario dei Vespri siciliani.

L'anno dopo, nei primi giorni del gennaio 1881, in vista di una imminente visita in città del re Umberto I di Savoia e della consorte Margherita di Savoia, si pose il problema di abbellire la modesta stazione ferroviaria di via del Secco.
L'amministrazione comunale, sotto la guida di Turrisi Colonna, incaricò i lavori di realizzazione delle opere di abbellimento dell'edificio alla ditta di Salvatore Rutelli.
Dato il tempo limitato, venne progettata semplicemente una struttura in legno del nuovo portico a cui lavorarono circa 76 operai.
Contribuirono poi ai lavori un gruppo di pittori designati per la "dipintura e doratura" del portico, Salvatore Valenti per la fornitura in affitto di tutti gli ornamenti necessari a decorare il portico e Stellario Cerasola per l'esecuzione di opere di pittura decorativa e ornamentale, tra cui un grande papiro con gli stemmi delle otto città siciliane e di due grandi trofei con lo stemma reale.
Il tutto fu pronto per il 12 gennaio 1881, giorno in cui i reali partirono alla volta di Girgenti.
Poco più di un anno dopo, la stazione fu abbellita nuovamente in occasione delle celebrazioni del VI anniversario dei Vespri siciliani, che videro Giuseppe Garibaldi arrivare in città.
Da quel momento in poi la stazione fu messa in secondo piano e la sua importanza fu sovrastata dalla costruzione della più grande stazione Centrale che, con la sua inangurazione avventura il 7 giugno 1886, mise fine dopo ventitré anni alla storia della stazione di via del Secco.